# الحوطة (سباح)

تعديل مصدري - تعديل

الحوطة هي إحدى قرى عزلة سباح بمديرية سباح التابعة لمحافظة أبين، بلغ تعداد سكانها 93 نسمة حسب تعداد اليمن لعام 2004.